# Приквіток

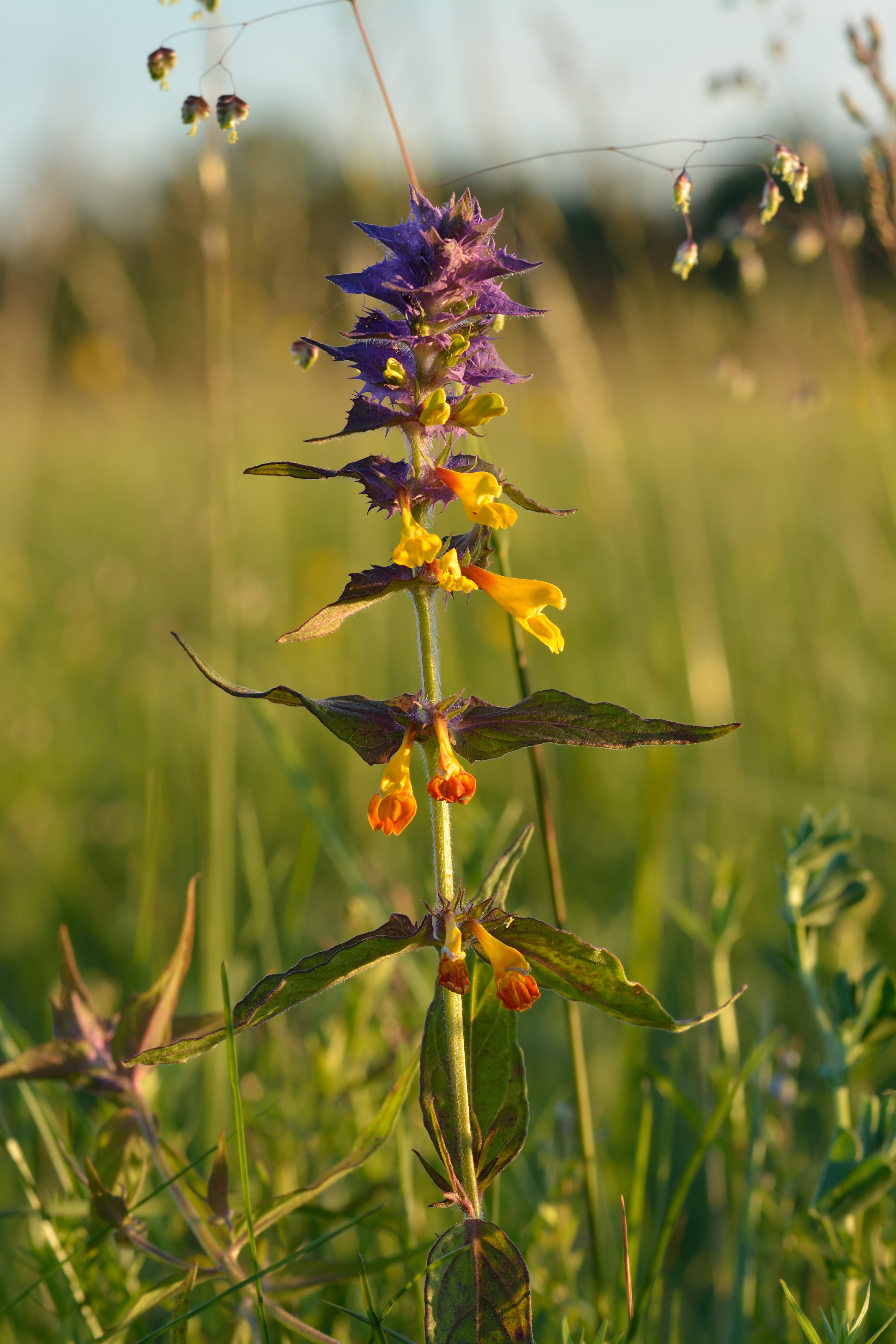
Зміна приквітків в межах одного суцвіття перестріча гайового: в нижній частині вони зелені та відносно великі, а до верхівки зменшуються і набувають фіолетового кольору.

При́квіток, або брактея (лат. bractea) — верхівковий листок при основі квітки або суцвіття, з пазухи якого виходить квітконіжка чи квітконос. Може бути парним або непарним. За своєю морфологією приквіток суттєво відрізняється від звичайних листків, притаманних тому чи іншому виду рослин. Це слід враховувати, оскільки листки у верхній частині генеративного пагона також можуть відрізнятися від звичайних, проте якщо такі зміни несуттєві, це не дає підстави вважати їх приквітками. У деяких видів рослин видозмінені листки генеративних пагонів поступово переходять у приквітки так, що неможливо встановити чітку межу між ними.

## Походження
Приквіток належить до давніх еволюційних утворень, оскільки він виник одночасно із появою складних генеративних органів (суцвіть). Наприклад, у хвойних рослин приквітки розташовані на осі суцвіття поміж лусками шишок, особливо добре вони помітні у шишках псевдотсуги. Водночас, приквітки залишаються доволі поширеним морфологічним елементом, тому що відомі у багатьох сучасних родин рослин, включно із найрозвинутішіми — зозулинцевими та тонконоговими.
Гомологічно вони відповідають листкам, а похідні від них приквітнички — прилисткам. Доказом цього є їхня внутрішня будова, адже в кожній з пар цих органів обидва утворені епідермальною тканиною і мають однакове розташування провідних пучків. З іншого боку доведено, що формування приквітків та приквітничків контролюється різними генами.

## Будова

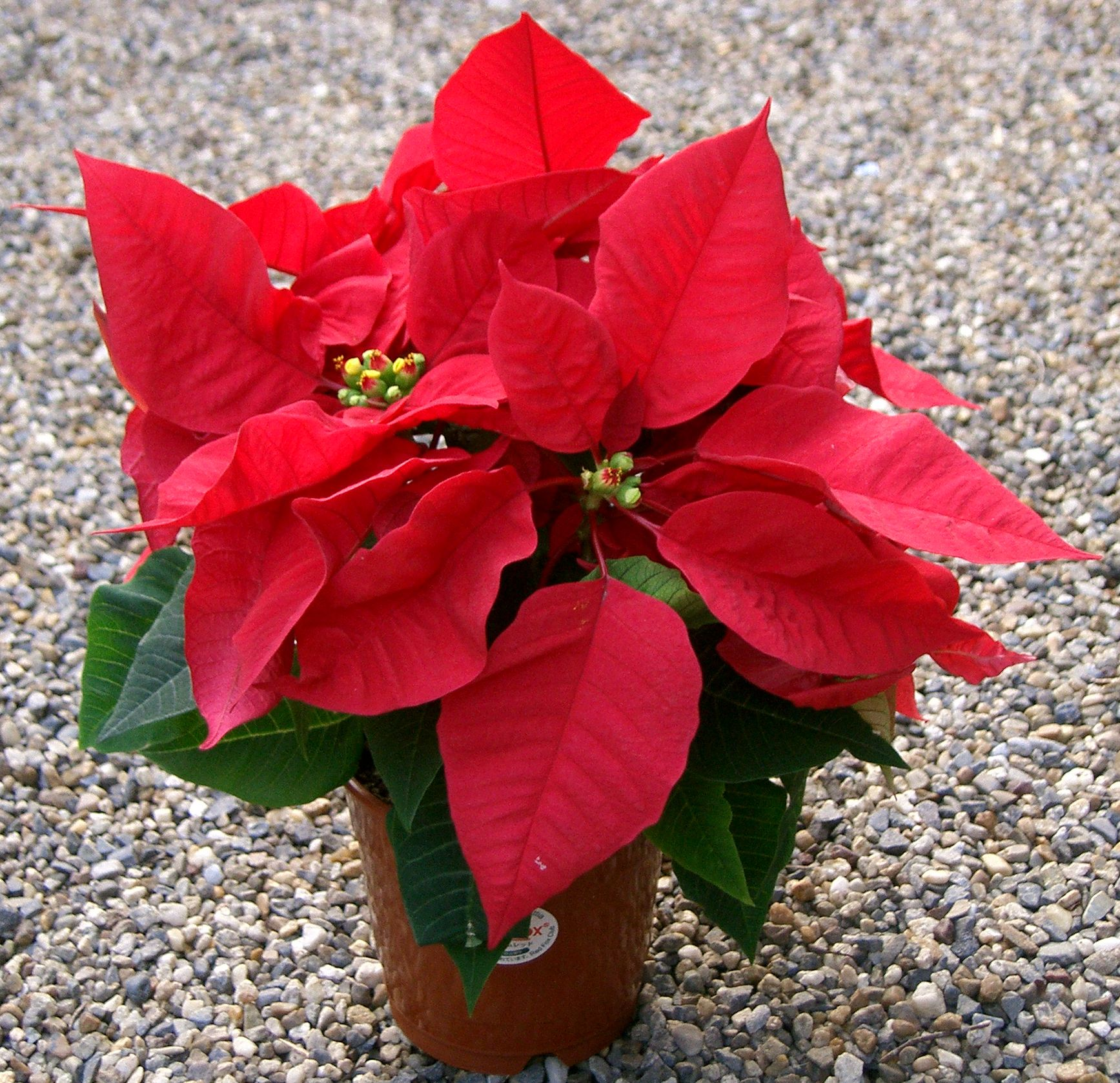
В суцвітті молочая-різдвяника червоні приквітки від справжніх пелюсток можна відрізнити за наявністю добре розвинених черешків, що вказує на їхнє походження від листків.

У однодольних рослин приквіток зазвичай один, внаслідок тиску квітконоса, який виходить з його пазухи, він двокильовий. У дводольних рослин приквітки зазвичай парні, причому вони розташовані обабіч квітки під кутом 180° по відношенню один до одного. Показово, що положення приквітків впливає і на розташування перших листочків оцвітини.
Як правило, приквітки за розміром менші від листків та (або) інакше забарвлені. Їхнє основне призначення — привертати увагу запилювачів, а фотосинтез є вторинною функцією і можливий лише у приквітків зеленого кольору. У разі значної редукції приквітки можуть набувати вигляду лусочок або перетворюватись на залозки. В останньому випадку провідна тканина у них повністю заміщується залозистою паренхімою. У рослин з родини Капустяних та кропу приквітки опадають рано, тому малопомітні. У рослин з великими та яскраво забарвленими приквітками останні часто сприймають за пелюстки. Типовими прикладами таких помилок є шавлія блискуча, молочай-різдвяник, бугенвілія. Характерно, що в цих випадках великі приквітки розвиваються у видів з дрібними квітками із редукованою оцвітиною.

## Різновиди та похідні
З огляду на велику різноманітність приквітків, деякі їхні форми позначають спеціальними ботанічними термінами. Окремо слід зазначити інші органи рослин, які приквітками не є, але походять від них онтогенетично.
| Українська назва            | Латинська назва       | Визначення | Зображення | Коментар до фото |
| Різновиди приквітків        |                       | |            | |
| Брактея                     | Bractea               | Хоча термін брактея є синонімом до слова приквіток взагалі, втім, при описі хвойних рослин використовують лише його з огляду на те, що справжніх квіток у цих рослин не буває.                                                                                                   |            | Шпичасті тонкі брактеї стирчать між товстими заокругленими лусками у шишці псевдотсуги Мензіса.                                               |
| Обго́ртка                    | Involucrum            | Сукупність приквітків, розташованих колом при основі зонтика в Окружкових рослин чи при основі кошика в Айстрових. В останньому випадку приквітки численні. |            | Зелена обгортка волошки сонячної складена з голчастих приквітків.                                                                             |
| Підча́шечка                  | Epicalyx              | Додаткове коло з приквітків, розташоване під справжньою чашечкою, утвореною чашолистками. Найбільш притаманне родині Мальвових. |            | У Pavonia hastata видно рожеву оцвітину та два ряди зелених листочків: з яких внутрішній — чашечка, а зовнішній — підчашечка.                 |
| Покрива́ло                   | Spatha                | Великий непарний приквіток, здебільшого яскраво забарвлений, що охоплює суцвіття у деяких однодольних рослин. Найчастіше трапляється у представників родини Ароїдних та Цибулевих.                                                                                               |            | Жовтий початок антуріума Андре на тлі ясно-червоного покривала.                                                                               |
| Похідні приквітків          |                       | |            | |
| Приквітничок, або брактеола | Bracteolae, prophylla | Листок, розташований безпосередньо на квітконіжці чи квітконосі. Приквітнички зазвичай бувають численними, формою схожі на приквітки, від яких походять, але ще дрібніші. |            | У суцвітті золототисячника малого одночасно видно ланцетні приквітки при основі суцвіття та лінійні приквітнички під самими чашечками квіток. |
| Лоді́кула                    | Lodikula              | Плівчаста незабарвлена луска, розташована під тичинками у деяких видів злаків. Лодікули утворюються лише попарно. Стосовно їхнього походження немає єдиної думки: одні морфологи вважають їх видозміненими частинами оцвітини, інші розглядають їх як сильно зменшені приквітки. |            | |
| Па́леа                       | Palea                 | Верхня колоскова (квіткова) луска у злаків, розташована над генеративними органами. Веде своє походження від приквітків, за іншою версією — це частина оцвітини. |            | Препарований колосок м'якої пшениці, на якому виділені палеа та лема.                                                                         |
| Ле́ма                        | Lemma                 | Нижня колоскова луска у злаків, яка виконує функцію криючого приквітка. |            | |